# Ageleradix
Ageleradix  — рід аранеоморфних павуків родини Agelenidae. Всі представники роду є ендеміками Китаю.

## Класифікація
Рід містить 6 видів:
- Ageleradix cymbiforma (Wang, 1991)
- Ageleradix otiforma (Wang, 1991)
- Ageleradix schwendingeri Zhang, Li & Xu, 2008
- Ageleradix sichuanensis Li & Xu, 2007
- Ageleradix sternseptum Zhang, Li & Xu, 2008
- Ageleradix zhishengi Zhang, Li & Xu, 2008